# 310-Helix

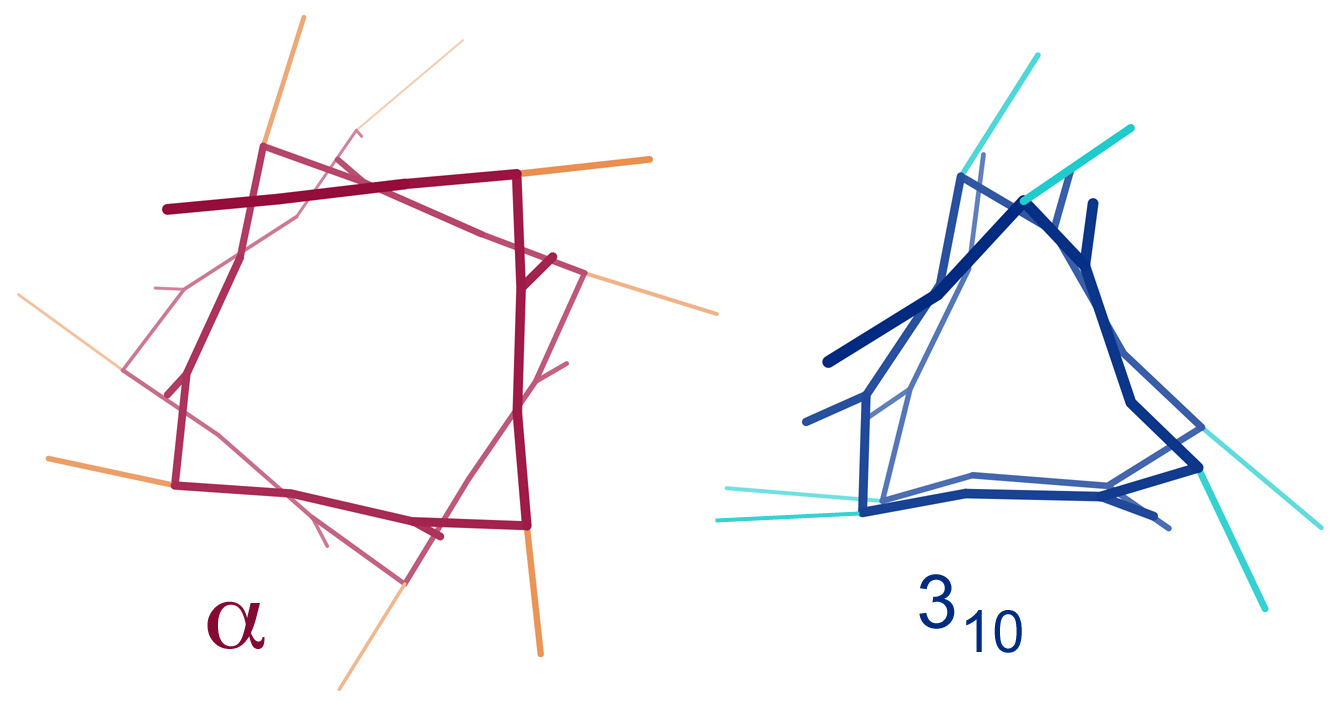
Unterschied zwischen Alpha-Helix und 3_{10}-Helix in der Aufsicht: Alpha-Helix eher quadratische Aufsicht, 3_{10}-Helix eher dreieckige Aufsicht

Die 310-Helix (3 Aminosäuren pro 360°-Drehung, 10-gliedriger Ring durch Wasserstoffbrückenbindung) ist ein Sekundärstruktur-Motiv von Peptiden und Proteinen. Diese Helix kann an den Enden von α-Helices wie auch separat vorkommen und etwa 10 % des Helix-Anteils von globulären Proteinen ausmachen. Sie ist eine rechtshändige Helix mit drei Aminosäureseitenketten pro Umdrehung. Die 310-Helix wird durch intramolekulare C=O•••H-N Wasserstoffbrückenbindungen zwischen der n-ten und der (n+3)-ten Aminosäure stabilisiert. Durch diese Wasserstoffbrückenbindung wird ein Ring mit zehn Bindungen gebildet, der der Struktur einer β-Schleife des Subtyps III entspricht. Häufig kommen nur kurze 310-Helices mit zwei bis drei Wasserstoffbrückenbindungen vor, denn die Ausbildung von Van-der-Waals-Kontakten und Wasserstoffbrückenbindungen ist weniger günstig als bei einer α-Helix.